# Regionální síť 12
Regionální síť 12 je lokálním DVB-T multiplexem v České republice. Provozovatelem Regionální sítě 12 je společnost Czech Digital Group. Je dostupná v Praze a ve Středočeském kraji.

## Televizní a rozhlasové stanice regionální sítě 12
| Stanice     | Logo stanice | Zahájení vysílání |
| ----------- | ------------ | ----------------- |
| Óčko Black  |              | 21. září 2020     |
| Óčko Expres |              | 21. září 2020     |
| Noe+        |              | 24. prosince 2022 |

Do 18. listopadu 2020 vysílal multiplex i stanici Prima +1, která je dostupná v multiplexu 22.
Od 24. prosince 2022 se zde a v Regionální síti 8 vysílá stanice Noe+, která byla do té doby dostupná pouze ve vysílání HbbTV stanice TV Noe.

## Technické parametry sítě
Regionální síť 12 má následující technické parametry:
| Standard | ID sítě | Vysílací mód | Modulace datových nosných | Kódový poměr (FEC) | Ochranný interval | Přenosová rychlost |
| -------- | ------- | ------------ | ------------------------- | ------------------ | ----------------- | ------------------ |
| DVB-T    |         | 8K           | 64-QAM                    | 3/4                | 1/32              | 27,14 Mbit/s       |

| Program     | Rozlišení obrazu a datový tok | Hlavní zvuk | Zvukový popis | Celkem     |
| ----------- | ----------------------------- | ----------- | ------------- | ---------- |
| Óčko Black  | 720 × 576i (2 500 kbps)       | 192 kbps    | -             | 2 692 kbps |
| Óčko Expres | 720 × 576i (3 000 kbps)       | 192 kbps    | -             | 3 192 kbps |
| Noe+        | 720 × 576i                    |             | -             |            |

K 31. 12. 2023 měla síť volnou kapacitu 19,1 Mbps.

## Vysílače sítě
| vysílač        | kanál | polarizace | výkon (ERP) | kraj |
| -------------- | ----- | ---------- | ----------- | ---- |
| Praha – Žižkov | 47    | vertikální | 5 kW        | PHA  |